# Andrés Leonardo Achipiz
Andrés Leonardo Achipiz Bolívar (Rivera, Huila, 5 de julio de 1994) es un psicópata y asesino en serie colombiano. Conocido por el alias de Pescadito, en referencia a que en su niñez trabajaba como vendedor de pescado en su barrio. Es responsable de 66 asesinatos: 35 cometidos hasta 2013 y 31 entre 2020 y 2022 (capturado el 27 de diciembre de 2022).
Se sabe que la mayoría de los asesinatos ocurrieron en las localidades de Kennedy y Bosa, donde era contratado bajo la modalidad de sicariato a cambio de grandes sumas de dinero que iban desde los $ 600 000 hasta $ 4 000 000 de pesos. Finalmente solo fue procesado y condenado por 12 asesinatos. Achipiz fue condenado a prisión en la cárcel La Picota, al sur oriente de Bogotá. Sin embargo, solo duró 7 años en la cárcel y salió el 16 de diciembre de 2020, desde entonces, lideraba una banda multicrimen denominada Los Camilo II, responsable de 50 asesinatos en Bogotá y que facturaba aproximadamente $ 800 millones de pesos mensuales producto del tráfico de drogas y actividades relacionadas con el sicariato selectivo.
Según su propia confesión, sufrió constantemente de abusos verbales y físicos por parte de su padre que en alguna ocasión le confesó que era un "estorbo". Achipiz empezó su trayectoria delictiva a los 5 años de edad después de cometer hurtos a personas que transitaban por la localidad de Kennedy. A los 11 años ejecutó su primer asesinato y a los 15 fue capturado y enviado a una correccional donde duró poco tiempo después de escapar por medio de un motín.
Según el concepto de especialistas en criminología y psiquiatría, Achipiz es un «asesino por vocación» que no podría resocializarse.  Psiquiátricamente es un psicópata. Asimismo, las autoridades y el cuerpo de investigadores le catalogaron como el «asesino serial más joven del mundo o el psicópata o asesino en serie colombiano».

## Biografía
Andrés Leonardo Achipiz nació en 1994 y creció en el barrio Britalia, localizado al sur suroccidente de la ciudad de Bogotá, después de que sus padres se trasladaran del Huila a Bogotá en busca de mejores opciones de vida. Es el segundo de 6 hijos, sus padres lo matricularon en el colegio El Gran Britalia donde cursó hasta el sexto grado de bachillerato, debido a que decidió ayudar a su padre en una venta ambulante que tenía, en la cual vendía frutas y pescados. Según sus propias confesiones, fue víctima de maltrato físico y psicológico por parte de su padre, quien le exigía una cantidad mínima de dinero por las ventas que realizaba. Agobiado por la situación, empezó a robar en diversas casas al norte de Bogotá con otros compañeros, donde obtenía grandes sumas de dinero, aunque también robaba objetos de valor como relojes, billeteras, bicicletas, entre otros. Con el transcurrir del tiempo y a la edad de 16 años, fue contactado por un reconocido criminal de Bogotá que trabajaba en el sicariato selectivo y el microtráfico de drogas, conocido por el alias de Camilo. Como miembro activo de la banda delincuencial, trabajaba en la modalidad de narcomenudeo, es decir, en el comercio de drogas ilícitas en pequeña escala, en las localidades de Kennedy y Bosa. De acuerdo con las autoridades, Achipiz asesinaba a sus víctimas con armas de fuego u objetos cortopunzantes. Para el año 2009, fue detenido y enviado a un centro correccional juvenil por parte de la policía después de perpetrar dos asesinatos, sin embargo, se fugó de la cárcel después de un motín.
Después de estos sucesos y con la captura de alias Camilo, decidió continuar con las actividades criminales. Era ampliamente conocido en las localidades anteriormente mencionadas de Bogotá, motivo por el cual fue contactado por otras bandas para que trabajara como sicario. A cambio de esto, Achipiz cobraba entre uno y seis millones de pesos.
Fue capturado el 25 de junio de 2013 en un autobús, después de ser interceptado por unos agentes especializados. Su conducta siempre estuvo supeditada al maltrato que recibió por parte de su padre y a las necesidades que vivía en su casa. Achipiz salió de la cárcel en el año 2020, luego de cumplir su condena  de 8 años por los asesinatos, después de recobrar su libertad se unió a la banda criminal llamada Los Camilo, en Bogotá para cometer otros asesinatos incluyendo a los propios miembros de la banda, fue recapturado en el año 2022.

## Patología
Según la Asociación de Psiquiatras de América Latina, Achipiz fue diagnosticado con un «trastorno de personalidad psicopático, es decir que es propenso a burlar las normas y a agredir a los demás». Además señaló que son personas que carecen de sentimientos de culpa y que, por lo general, sufren de maltratos en su niñez y adolescencia, así como también la falta de afecto por parte de la familia.
Belisario Valbuena, perfilador criminal y funcionario de la Universidad Manuela Beltrán (UMB), en Bogotá, también aseguró que en este tipo de personas «los tratamientos médicos y psicológicos son insuficientes», por este motivo, es indispensable el uso de correccionales y centros penitenciarios como medidas de control. Le comparó con el asesino en serie estadounidense Richard Kuklinski, quien en su infancia, también vivió el maltrato físico y psicológico por parte de sus padres. Finalmente le describe como un «asesino por vocación».